# Bantu Holomisa
Bantubonke Harrington Holomisa (n. Mqanduli, 25 de julio de 1955) es un político sudafricano, miembro del Parlamento, y líder fundador del Movimiento Democrático Unido (UDM).

## Biografía

### Primeros años
Holomisa nació en Mqanduli, actual provincia de Cabo Oriental. Se unió a la Fuerza de Defensa de Transkei, un bantustán creado por el régimen del apartheid, en 1976, y se convirtió en brigadier en 1985. Holomisa forzó la dimisión y el exilio del primer ministro de Transkei, George Matanzima en octubre de 1987, y derrocó al sucesor de Matanzima, el primer ministro Stella Sigcau, en un golpe de Estado, en diciembre del mismo año. Holomisa se convirtió en el jefe de gobierno del Transkei de 1987 a 1994, cuando Transkei fue reintegrado a Sudáfrica.

### Después delapartheid
Holomisa fue elegido para el Comité Ejecutivo Nacional del Congreso Nacional Africano y fue Viceministro de Medio Ambiente y Turismo de Sudáfrica. Después de testificar ante la Comisión de la Verdad y la Reconciliación, fue expulsado del ANC el 30 de septiembre de 1996.
En 1997, cofundó el partido Movimiento Democrático Unido junto a John Taylor, exmiembro ejecutivo de ANC y Roelf Meyer, y fue elegido diputado en las elecciones generales de 1999.
Bantu Holomisa y su partido, el UDM, han apoyado varias mociones de censura contra el presidente Jacob Zuma, siendo la última el 8 de agosto de 2017.